# Первая англо-поухатанская война
Первая англо-поухатанская война (англ. First Anglo-Powhatan War ) — первое крупное вооруженное столкновение между европейцами и индейцеми Северной Америки, которое длилось с 1609 по 1614 год, и считается первой из индейских войн. Война шла между поселенцами колонии Джеймстаун и альянсом алгонкинских племён Вирджинии под руководством племени поухатанов. Холодные зимы и засухи привели к тому, что европейцы были зависимы от торговли с индейцами, и это постепенно привело к конфликтам на реке Джеймс и переросло в войну к осени 1609 года. Индейцы блокировали все подходы к форту Джеймстаун, что привело к так называемым «Дням голода» в 1609-1610 годах. Англичанам удалось выжить, дождаться подкреплений и нанести контрудар: они разрушили несколько индейских поселений, разбили племя нансемонд и кекотан в устье реки Джеймс и у порогов Аппоматтокса. Весной 1613 года капитан Эргэлл захватил в плен Покахонтас, дочь индейского вождя, и таким образом смог принудить противника к миру.

### Статьи
- J. Frederick Fausz. England's First Indian War, 1609-1614 (англ.) // The Virginia Magazine of History and Biography. — Virginia Historical Society, 1990. — Vol. 98, iss. 8. — P. 3-56.